# Attack
Az Attack a Thirty Seconds to Mars amerikai rockegyüttes harmadik kislemeze. A dal 2005. május 3-án jelent meg az Immortal Records és a Virgin Records gondozásában az A Beautiful Lie első kislemezeként. A dalt Jared Leto írta, a producer Josh Abraham és a Thirty Seconds to Mars volt. A dal az újjászületés zenei kifejezése. A dal a Fuse adón mutatkozott be 2005. május 25-én a Daily Download műsorban.
A kritikusok dicsérték a dalt, elsősorban az energikus billentyűrészek, a csiszolt gitárhangzás és az ének kapcsán. A dal az alternatív zenei rádiókon legtöbbször lejátszott dal lett az első héten, a Billboard Modern Rock Tracks listáján a legjobb 30 közé is bekerült. A sikere még évek múltán is töretlen volt, az európai listákon csak két évvel a megjelenése után szerepelt először. A dal klipje, amelyet 2005. augusztus 29-én adtak le először, egy elhagyott hollywoodi hotelben játszódik.

## Háttér
Az Attack már régóta elkészült, de az együttes tagjai nem voltak meggyőződve a dal valódi lehetőségeiről. A dal problémásnak mutatkozott, majdnem lemaradt az albumról. Egy 2005-ös interjújában Jared Leto így nyilatkozott: "Az Attack egy olyan dal volt, amit eredetileg fel sem vettünk volna. Már játszottam – játszottam a marokkói sivatagban, játszottam Thaiföldön – mindenütt játszottam." Amikor Jared megpróbálta az együttessel játszani a dalt, nem működött. "Akusztikusan fantasztikus volt; de amikor együttesként játszottuk, egyszerűen ellaposodott." Jared eljátszotta a dalt Josh Abrahamnek akusztikus kísérettel; "Egy este a stúdión kívül játszottam egy akusztikus gitáron és Josh akkor lépett ki. Viccből megkérdeztem tőle: Akarsz hallani egy slágert? Csak beszéltem. Elkezdtem játszani az első versszakot, és amikor a refrénhez értem, leállított. Azt mondta: Ez a legjobb dalotok. Fel kell vennetek. Szóval körbeültünk és valami megváltozott. Bennünk is megváltozott valami. És ez lett az album első száma és az első kislemez is. Szóval remek munkát végzett azzal, hogy meggyőzött, játsszuk fel a dalt. És most nagyon szeretem ezt a dalt."

## Megjelenés
Az Attack 2005. május 3-án jelent meg az A Beautiful Lie első kislemezeként, az amerikai rádiók számára június 6-án lett elérhető. Az Egyesült Királyságban 2007. február 19-én jelent meg, B-oldalán a The Fantasy dallal. A dal szerepel a 2006. május 2-án kiadott Two Beautiful Lies kislemezen, a The Kill egy újravágott verziójával. A CBGB-ben rögzített koncertfelvétel a The Kill kislemez európai kiadására került fel, valamint az A Beautiful Lie középlemezre.
Az Attack már ez első héten a legtöbbet játszott dal lett az alternatív zenei rádiókon. 2005. július 16-án került fel a Billboard Modern Rock Tracks listájára a 37. helyre, 2005. október 22-én érte el a legjobb helyezést, ekkor a 22. volt. 2005. július 2-án a 38. lett a Mainstream Rock Tracks listán. A dal a 82. helyet szerezte meg a kanadai kislemezlistán. 2007. március 3-án a brit kislemezlistára is felkerült, a 148. helyen, a UK Rock Chart-on a 9. helyen debütált. A 2008. április 20-val véget érő héten a dal a 22. helyet érte el a portugál letöltési listán.
A dal szerepel az ATV Offroad Fury 4 és a Madden NFL 07 játékokban. Az Attack egy megvásárolható letöltésként is megjelent a Rock Band számára, 2007 karácsonyára. 2010. február 4-től a Guitar Hero 5-re is letölthető.
A dalt a kritikusok is jól fogadták. Az Alternative Addiction 2005 11. legjobb alternatív zenei dalának nevezte, a Zone szerint pedig a 2000-es évek 52. legtöbbet játszott dala.

## Videóklip
A klipet Paul Fedor készítette, aki már korábban együtt dolgozott az együttessel a Capricorn (A Brand New Name) klipjén. A klip 2005. augusztus 29-én mutatkozott be a Fuse Daily Download műsorában. Kanadában a MuchMusicon volt a klip premierje, 2005. október 6-án. A videót 2005 júliusában és augusztusában forgatták egy elhagyott hollywoodi hotelban. A stáb többször került összetűzésbe prostituáltakkal és drogfüggőkkel a munkálatok megkezdése előtt. A klip alatt rengeteg különböző effektet használtak, minden egyes képkocka rejtett üzenettel bír.

## Dallista
A dalokat Jared Leto írta.
Letöltés
1. Attack – 3:08

Promóciós CD-kislemez
1. Attack – 3:12

Brit héthüvelykes kiadás
1. Attack – 3:09
2. The Fantasy – 4:29

## Helyezések
| Lista (2005)                                     | Helyezés |
| ------------------------------------------------ | -------- |
| Kanadai kislemezlista                            | 82       |
| US Mainstream Rock Tracks (Billboard)            | 38       |
| US Modern Rock Tracks (Billboard)                | 22       |
| Lista (2007)                                     | Helyezés |
| UK Rock Singles (The Official Charts Company)    | 9        |
| Brit kislemezlista (The Official Charts Company) | 148      |
| Lista (2008)                                     | Helyezés |
| Portugál (AFP) letöltési lista                   | 22       |

## Közreműködők
- Előadja a Thirty Seconds to Mars
  - Jared Leto – ének, gitár
  - Tomo Milicevic – gitár, programozás
  - Shannon Leto – dobok
  - Matt Wachter – basszusgitár, billentyűk, szintetizátor
- Oliver Goldstein – további szintetizátor
- Jared Leto – zene és dalszöveg
- Kiadta az Apocraphex Music
- Josh Abraham és a Thirty Seconds to Mars – producer
- Ryan Williams – hangmérnök
- Brandon Belsky – hangmérnökasszisztens
- Brian Virtue – hangmérnök
- Tom Lord-Alge – keverés; a South Beach Studios-ban, Miami Beach, Florida
- Hemio Fernandez – keverőasszisztens
- Brian Gardner – mastering; a Bernie Grundman Mastering-nél, Hollywood